# روابط بریتانیا و مالزی
روابط مالزی و بریتانیا (انگلیسی: Malaysia–United Kingdom relations) روابط دیپلماسی دو جانبه بین مالزی و بریتانیا می‌باشد. مالزی دارای یک دفتر کمیسیون عالی در لندن بوده و بریتانیا یک دفتر کمیسیون عالی در کوالا لامپور دارد. هر دو کشور عضو کامل اتحادیه کشورهای مشترک‌المنافع هستند.

## تاریخچه
دوران استعمار

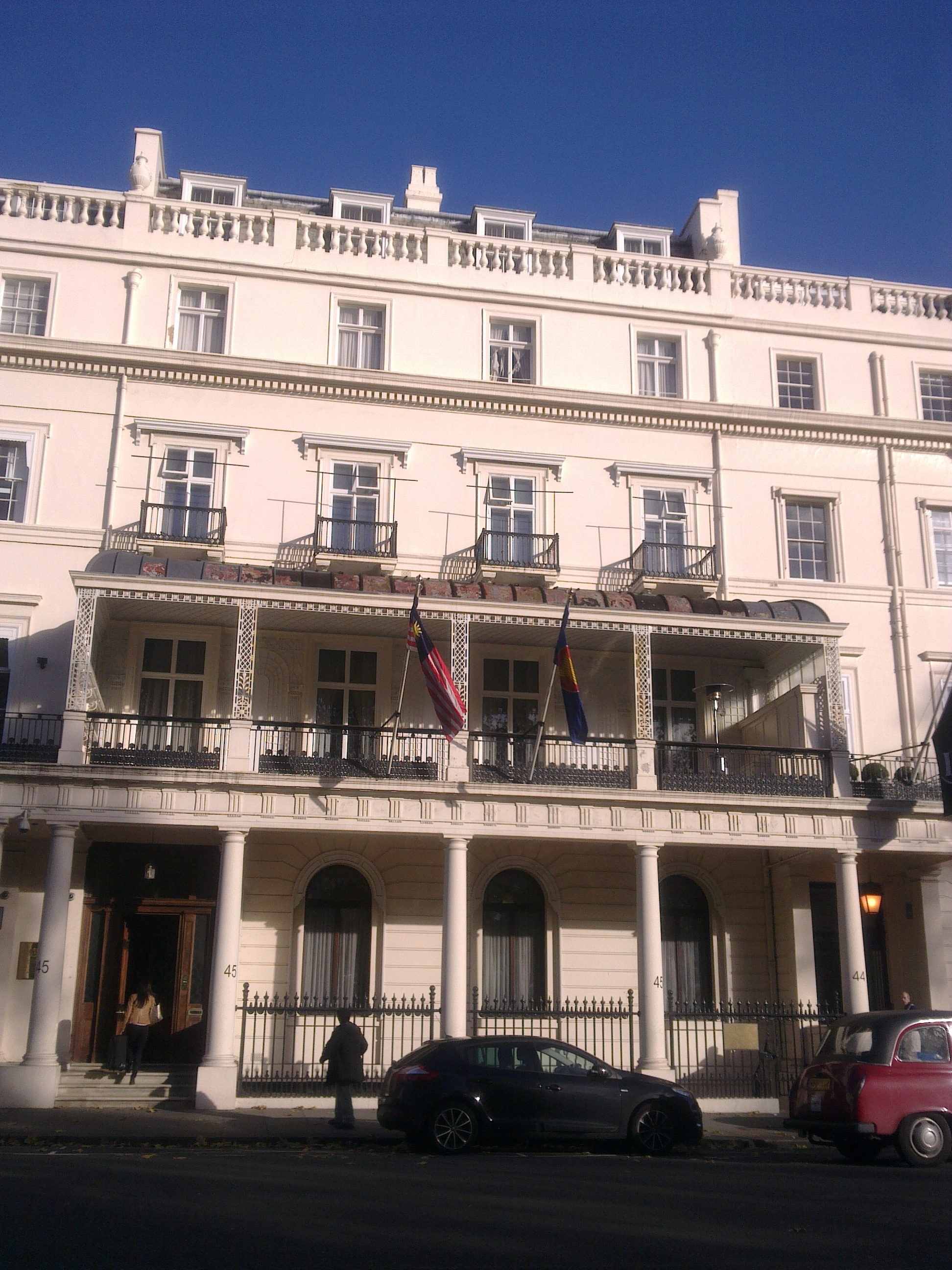
کمیسیون عالی مالزی در بریتانیا

از قرن هفدهم، بازگانان انگلیسی در آبهای مالایا حضور داشته‌اند. قبل از میانه‌های قرن نوزدهم، علاقه‌مندی بریتانیا به حضور در این منطقه، بیشتر از لحاظ اقتصادی بود و علاقه زیادی به کنترل قلمرویی در منطقه نداشت.